# Bhuna
Bhuna se refiere a una técnica culinaria de la cocina india que consiste en freír una pasta de especias (curry) en aceite o ghi caliente, la técnica hace especial énfasis en el empleo de elementos o ingredientes "secos": sólo aceite y especias. Todos los currys elaborados con esta técnica reciben el apelativo de bhuna. El único aporte húmedo proviene de la carne que se cocina en su propio jugo de especias. Este curry es muy popular en la cocina inglesa (Balti) donde se suele emplear en platos con carne de cordero (Bhuna Gosht), o de pollo.